# Frente Radical Alfarista
Die Frente Radical Alfarista (FRA) ist eine liberale Partei in Ecuador. Sie wurde 1972 als Abspaltung der Partido Liberal Radical Ecuatoriano gegründet und feierte seit der Rückkehr zur Demokratie 1979 einige Wahlerfolge. Bei den Wahlen 1979 unterstützte die FRA die Kandidatur von Jaime Roldós; 1984 stellte sie 6 Parlamentarier. Ab 1985 unterstützte die FRA die Regierung von León Febres Cordero. In den Wahlen von 1988 und 1990 wurde sie durch zwei Parlamentarier vertreten, 1992 von einem. Die FRA unterstützte die Regierung von Abdalá Bucaram 1996 bis 1997 und stellte mit Fabián Alarcón von Februar 1997 bis August 1998 den Präsidenten Ecuadors. In der Folgezeit hat sie an Bedeutung verloren.